# Franco Andreone

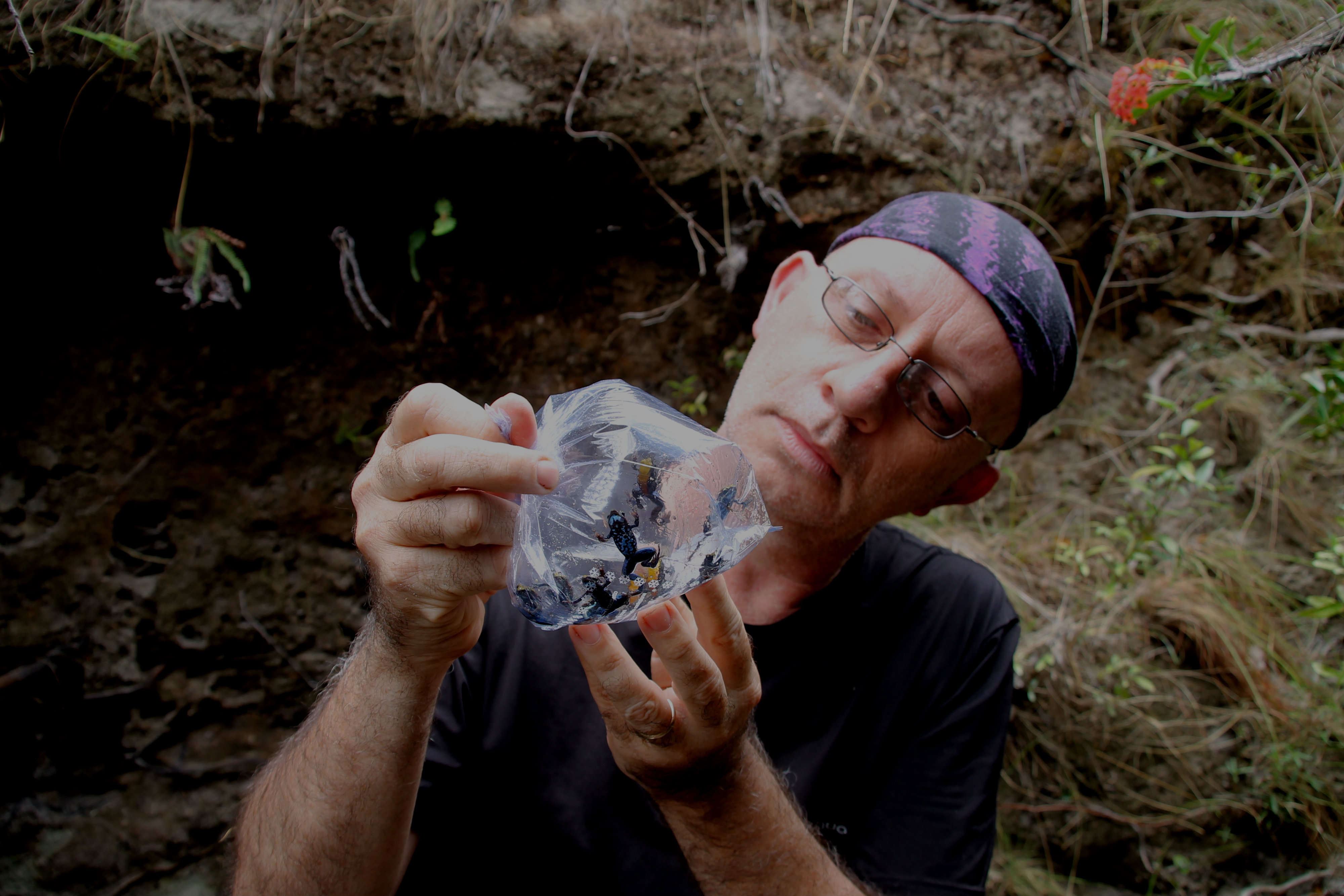
Franco Andreone in Madagascar con degli esemplari di Mantella expectata

Franco Andreone (Torino, 1961) è uno zoologo ed erpetologo italiano.

## Biografia
Dopo aver conseguito nel 1985 la laurea in Scienze Biologiche all'Università degli Studi di Torino, ha ottenuto il dottorato di ricerca in Biologia animale presso l'Università degli Studi di Bologna e sedi consorziate (1991). Dal maggio 1991 è conservatore della sezione di zoologia al Museo Regionale di Scienze Naturali di Torino. In particolare si occupa delle collezioni di erpetologia e di altri vertebrati. Attualmente è anche responsabile (Editor-in-chief) delle pubblicazioni del Museo (bollettino, monografie, cataloghi, atti, naturalisti, storie naturali), nonché della rivista internazionale Natural History Collections and Museomics. Dal numero 126 è anche co-editor della rivista FrogLog, edita da IUCN. Dal 2023 è "Focal Person" per la SSC (Species Survival Commission) di IUCN in seno a IUCN Italia.   
Dal 1988 conduce attività di ricerca sugli anfibi e sui rettili del Madagascar, dove ha effettuato svariate missioni, visitando aree di foresta pluviale e decidua e promuovendo azioni di conservazione. 
Dal 2006 al 2021 è stato Chair dell'IUCN SSC Amphibian Specialist Group per il Madagascar e dal 2020 è Chair del TAG Asian Toad ordinato dal Madagascar Fauna and Flora Group. Ha promosso e coordinato diversi incontri e convegni riguardanti la conservazione della natura in Madagascar. In particolare, ha organizzato il primo convegno A Conservation Strategy for the Amphibians of Madagascar svoltosi ad Antananarivo dal 19 al 21 settembre 2006. In tale incontro ha lanciato e coordinato l'omonimo progetto ACSAM, che ha portato alla redazione del Piano d'azione per gli anfibi del Madagascar, denominato Sahonagasy Action Plan, nonché alla redazione di un volume dedicato nell'ambito delle monografie del Museo regionale di Scienze naturali di Torino. 
Nel 2014 ha ideato e organizzato, insieme a diversi altri conservazionisti, il workshop ACSAM2, svoltosi nel Centre ValBio di Ranomafana (Madagascar) dal 18 al 22 novembre. A questo evento hanno partecipato i principali erpetologi operanti in Madagascar. Nel 2018 ha coordinato un incontro a Ambositra per lanciare il Piano d'azione sulla mantella arlecchino Mantella cowanii, una delle specie di anfibi del Madagascar maggiormente minacciate di estinzione. Da questo incontro è derivato il McAP - Mantella cowanii Action Plan, pubblicato nel novembre 2020. Ha anche condotto articolate iniziative di studio e di conservazione sull'erpetofauna italiana. Ha operato come editor per l'Atlante degli anfibi e dei rettili del Piemonte e della Valle d'Aosta, ha collaborato all'Atlante erpetologico italiano e, ha pubblicato, in qualità di co-editor, il volume della Fauna d'Italia dedicato agli anfibi. 
Nel 2019 ha pubblicato un carnet di acquerelli dedicati al Madagascar, intitolato In Madagascar - Fra le rane e altri animali, per l'Editore Fiorina. Nello stesso anno, insieme a Matteo Di Nicola, Luca Cavigioli e Luca Luiselli, ha pubblicato una fieldguide fotografica intitolata Anfibi e rettili d'Italia per Edizioni Belvedere, a cui è seguita, nel 2021, una seconda edizione, rivenduta e corretta.

## Divulgazione scientifica
Si è interessato di aspetti riguardanti la comunicazione e la divulgazione della scienza, ideando e promuovendo iniziative di avvicinamento del grande pubblico alla conservazione della biodiversità, con particolare riferimento agli anfibi e ai rettili. 
Nel 2011, nel 2013 e nel 2015 ha ideato e organizzato l'iniziativa HerpeThon, una serie di conferenze divulgative a tema erpetologico con finalità di educazione e di conservazione. 
Nel 2011 e nel 2012 ha ideato e organizzato la Giornata del Madagascar a Torino al Museo Regionale di Scienze Naturali, mentre nel 2013 ha organizzato a Roma le Giornate del Madagascar 2013, svoltesi al Museo civico di Zoologia. Nel 2014 la Giornata del Madagascar si è svolta a Trento, presso il MUSE, Museo delle Scienze. Le Giornate del Madagascar 2015 si sono svolte al Museo di Storia Naturale di Venezia. Nel 2016 la Giornata del Madagascar si è svolta nuovamente a Torino presso la Casa nel Parco. Lo stesso è avvenuto per la Giornata del Madagascar 2017, la Giornata del Madagascar 2018 e la Giornata del Madagascar 2019. 
Nel 2017, in collaborazione con il Festival CinemAmbiente, ha realizzato il videomapping Visioni della Sesta Estinzione dedicato alla conservazione dei vertebrati, con proiezione di immagini di specie estinte e in via di estinzione sulla Mole Antonelliana. Nel 2018 e nel 2019 ha continuato la collaborazione nell'ambito della 21ª e della 22ª edizione del Festival, con la presentazione di documentari presentati da zoologi e biologi della conservazione. Ha curato l'edizione 2019 dell'Half Earth Day] (Torino, 7 ottobre 2019) e ha collaborato all'edizione del 2020 (Foreste Casentinesi / online, 22 ottobre 2020).
Nel 2022 ha organizzato, insieme ad altri colleghi, il XIV Congresso della Societas Herpetologica Italica, che ha avuto luogo a Torino dal 13 al 17 settembre. In tale occasione ha anche lanciato il Progetto TO-herp, dedicato alla raccolta di dati di presenza di anfibi e rettili urbani all'interno della città di Torino e in comuni limitrofi. 
Nel 2023, in occasione del bicentenario della nascita di Alfred Russel Wallace, ha lanciato il programma denominato #IniziativaWallace, mirato a far conoscere al grande pubblico il naturalista, esploratore, biogeografo e co-ideatore della teoria dell'evoluzione.

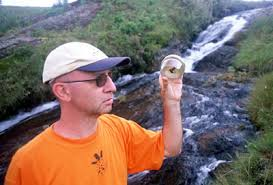
Franco Andreone nell'area di Antoetra (Madagascar centrale), mentre osserva un individuo di Mantella cowanii.
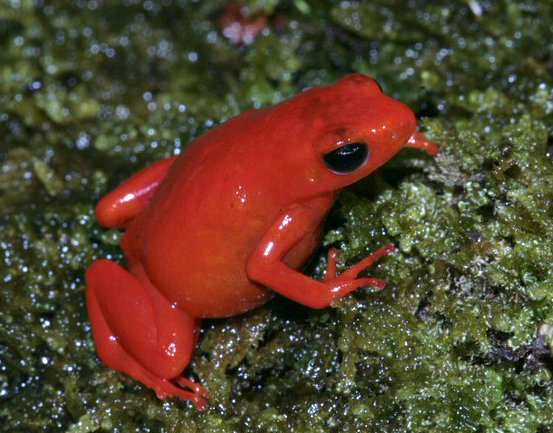
Mantella aurantiaca, fotografata da F. Andreone a Torotorofotsy.

## Nuovi taxa descritti
Nel corso della sua attività ha condotto diversi studi tassonomici su anfibi e rettili. Così facendo è riuscito a descrivere un buon numero di nuove specie, in accordo con la tradizione dei conservatori dei musei di storia naturale. In particolare ha avuto l'unica opportunità di descrivere una nuova specie di urodelo del genere Salamandra per le Alpi Cozie, Salamandra lanzai. Ha poi descritto molte nuove specie del Madagascar, spesso in collaborazione con altri ricercatori (lista aggiornata su www.francoandreone.org).

## Alcune opere
- Andreone F. (a cura di), 2008. A Conservation Strategy for the Amphibians of Madagascar. Monografie XLV. Museo Regionale di Scienze Naturali, Torino.
- Andreone F., 2019. In Madagascar. Fra le rane e altri animali. Fiorina Edizioni, Varzi.
- Andreone F., Andriantsimanarilafy R.R., Crottini A., Edmonds D., Garcia G., Razafimanahaka J.H., 2020. Mantella cowanii Action Plan. 2021-2025. Museo Regionale di Scienze Naturali e Amphibian Survival Alliance, Torino.
- Andreone F., Dawson J.S., Rabemananjara F.C.E. ,  Rabibisoa N.H.C., Rakotonanahary T.S., 2016. New Sahonagasy Action Plan 2016-2020 [17]. Museo Regionale di Scienze Naturali and Amphibian Survival Alliance.
- Andreone F., Borgia M., 2011 - Il canto della rana. Uno zoologo tra Torino e il Madagascar[18]. Neos Edizioni.
- Andreone F. et al, The Challenge of Conserving Amphibian Megadiversity in Madagascar (PDF), in PLoS Biology 2008; 6 (5).
- Andreone F., Cadle J. E., Glaw F., Nussbaum R. A., Raxworthy C. J., Vallan D., Vences M., 2005 - Species review of amphibian extinction risks in Madagascar: conclusions from the Global Amphibian Assessment. Conservation Biology, 19 (6): 1790-1802.
- Andreone F. & Randriamahazo (a cura di), Sahonagasy Action Plan. Conservation Programs for the Amphibians of Madagascar (PDF), Bogotà, Museo Regionale di Scienze Naturali, Conservation International, Amphibian Specialist Group, 2008.
- Di Nicola M., Cavigioli L., Luiselli L. & Andreone F., 2019. Anfibi & Rettili d'Italia. Edizioni Belvedere, Latina.
- Dubos N., Morel L., Crottini A., Freeman K., Noël J., Georges, Jean H., Lava H., Porton I., Rosa G.M. & Andreone F., 2019. Amphibian activity is driven by climate and shows weak seasonality in tropical rainforest. Biodiversity and Conservation,  1-019-01916 -3

## Riconoscimenti
- Franco Andreone ha ottenuto nel 2009 il premio Sabin Amphibian Award. Si tratta di un premio conferito alle personalità e ai ricercatori che si sono maggiormente distinti nella conservazione degli anfibi a livello mondiale.[19]
- Nel 2023 ha vinto il Green Book Premio Letterario dedicato alla letteratura naturalistica nell'ambito della Categoria D "Articoli giornalistici" con l'articolo "Anfibi, vertebrati fragili", mentre nel 2025, sempre per lo stesso premio letterario, è arrivato terzo con l'articolo giornalistico "L'estinzione delle foreste del Madagascar. Templi della biodiversità in fumo".